# Kinetic Energy Recovery System

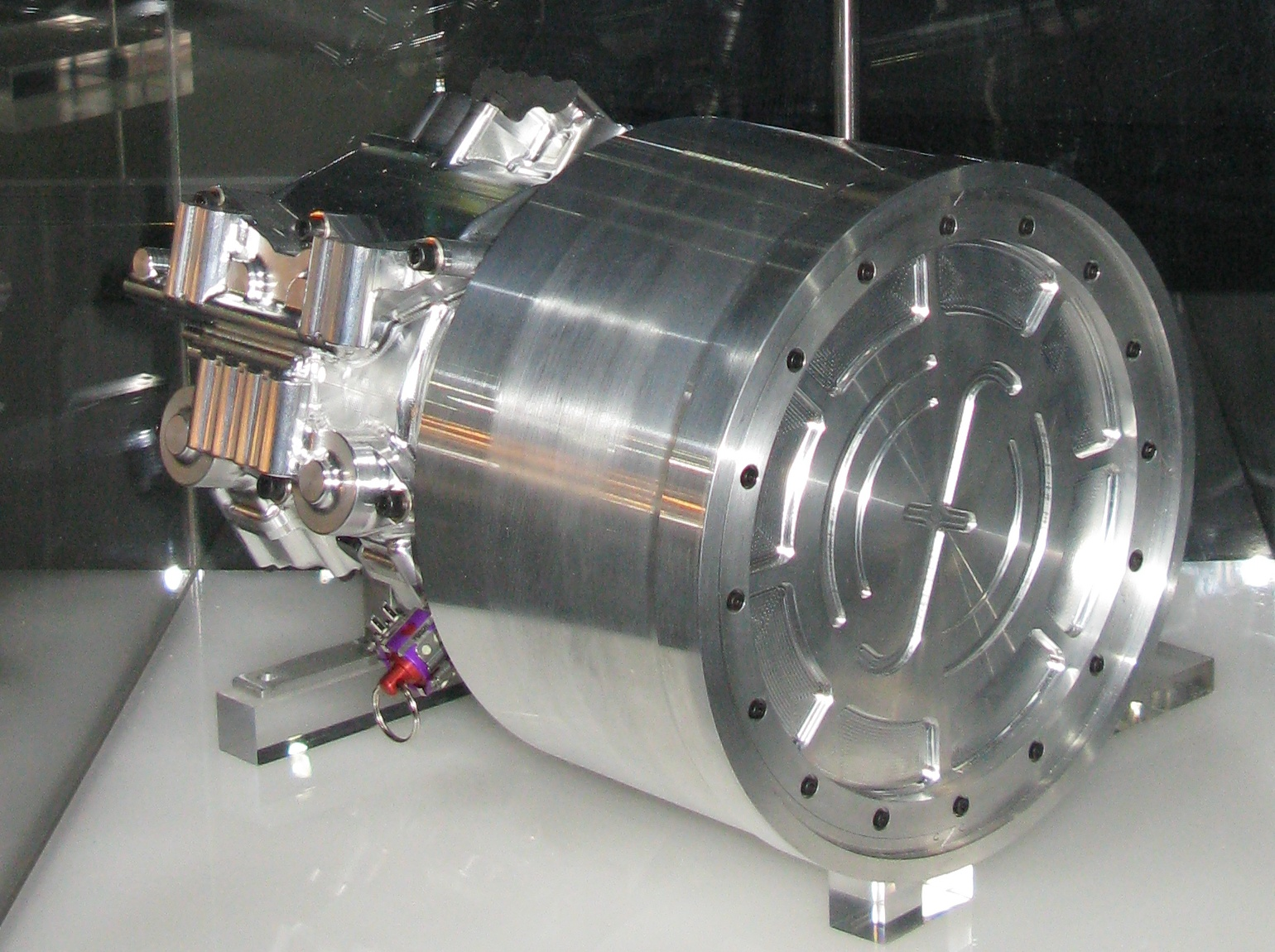
Kinetic Energy Recovery System

Kinetic Energy Recovery Systems (KERS) zijn systemen voor recuperatief remmen, die ontwikkeld worden voor zowel het wegverkeer als Formule-1-racewagens. Dit systeem zorgt ervoor dat remenergie, die normaal wordt omgezet in warmte, wordt opgeslagen. Dit is op twee manieren mogelijk: één is met een vliegwiel, het andere is gebaseerd op een principe van een elektromotor die ook dienst kan doen als generator. Deze energie kan later weer gebruikt worden bijvoorbeeld om tijdelijk meer vermogen te krijgen.

## Formule 1
KERS werd in 2009 in de Formule 1 toegepast. Het nadeel van KERS is dat het gewicht van de bolide met ongeveer 35 kilogram toeneemt, waardoor de gewichtsverdeling minder aangepast kan worden. De FIA staat het gebruik van KERS van 60 kilowatt (ongeveer 80 pk) toe.
In 2010 werd KERS niet meer toegepast in het Formule 1 kampioenschap, omdat het systeem duur was, te veel woog en niet altijd voordelen gaf. Vanaf 2011 is het systeem terug ingevoerd.
Vanaf het seizoen 2014 werd de gebruikte term voor het systeem gewijzigd in "Energy Recovery System" (ERS), de capaciteit van de gebruikte motor ging omhoog van 60 kW naar 120 kW. Dit is gedaan om te compenseren voor de overgang van 2.4 liter V8 motoren naar 1.6 liter V6 motoren.
Later werd het systeem weer hernoemd naar MGU-K; de 'Motor Generator Unit". De 'K' van de MGU-K staat voor kinetische energie, de kinetische energie die terug gewonnen is wordt omgezet in elektriciteit. Deze elektrische energie wordt opgeslagen in een accu.